# Nhạn bụng vằn
Cecropis striolata là một loài chim trong họ Hirundinidae.